# Cletocamptus servus
Cletocamptus servus is een eenoogkreeftjessoort uit de familie van de Canthocamptidae. De wetenschappelijke naam van de soort is voor het eerst geldig gepubliceerd in 1926 door Labbé.